# Загајица
Загајица је насеље у граду Вршац, у Јужнобанатском управном округу, у Србији. Према попису из 2022. било је 420 становника.

## Историја
Загајца-1713. г.
Фурјес-1894. г.
Загајца-1922. г.
Године 1713. први пут се спомиње Загајца са 29 домова. 1716. године припојена вршачким диштрикту (Срез), а идуће године пописано је 37 домова. Године 1742. населили су се у Загајци Румуни, стога је извршено премеравање земље и попис народа. Саграђена је црква 1744. године. Гладна година била је 1749, јер су скакавци потпуно уништили усев. Исте године пописано је 60 домова. Године 1771. продата је стара школска зграда.
Загајца је 1774. године припојена је Илирској, а 1776. године Влашко-илирској регименти. Аустријски царски ревизор Ерлер је 1774. године констатовао да место "Сагаица" припада Вршачком округу и дистрикту. Има милитарски статус а становници су измешани Срби и Власи. Године 1781. имала је 841 православног становника. Исте године су опет скакавци уништили усев у атару, те су због тога, 28. октобра те гладне године, у свим православним црквама широм Баната, одржане молитве.
Болести (Богиње) су владале 1794. године. Родило се 31, а умрло 59 душа, од којих је било испод 10 година 49. душа. Исте године, од 25 маја до 7 јуна, владала је сточна куга. Становништво се тада саветовало, да сваке године, на дан 25 маја, иде на поклоњење до једног крста, који је до 1910. године био од дрвета а те године подигнут је нов од камена.
Загајца је од почетка била у избиштанској компанији, а од 2. јануара 1803. до 30. октобра 1818. у гребеначкој компанији.
Саграђена је садашња црква 1809. г Загајца је 1838. године додељена је српском батаљону, 1845. године српској регименти.
Пописано је у месту 1854. године 797 душа.
Загајца је припојена Тамишком комитату 1873. године.
Подигнута је 1904. године нова општинска кућа.
Бројно кретање становништва: 1869-782; 1880-934; 1890-1049; 1900-1102; 1910-1245.Становника 

Пошто је српска војска заузела Загајцу, ушла је у састав Тороталско-тамишке жупаније. Пописом 31. јануара пописано је свега 1183 становника, од којих је било; Срба-1183; Румуна-25; Немаца-7; Мађара-4.
Овде се налазе ФК Омладинац Загајица и Ветропарк Ла Пичолина. У близини села се налазе Загајичка брда.

## Демографија
У насељу Загајица живи 470 пунолетних становника, а просечна старост становништва износи 43,5 година (42,2 код мушкараца и 44,8 код жена). У насељу има 205 домаћинстава, а просечан број чланова по домаћинству је 2,80.
Ово насеље је углавном насељено Србима (према попису из 2002. године), а у последња три пописа, примећен је пад у броју становника.
|  |

| Демографија | Демографија | Демографија |
| Година      | Становника  | Становника  |
| ----------- | ----------- | ----------- |
| 1948.       | 1.185       |             |
| 1953.       | 1.184       |             |
| 1961.       | 1.214       |             |
| 1971.       | 1.055       |             |
| 1981.       | 928         |             |
| 1991.       | 790         | 687         |
| 2002.       | 575         | 651         |

| Етнички састав према попису из 2002.‍ | Етнички састав према попису из 2002.‍ | Етнички састав према попису из 2002.‍ | Етнички састав према попису из 2002.‍ | Етнички састав према попису из 2002.‍ |
| ------------------------------------ | ------------------------------------ | ------------------------------------ | ------------------------------------ | ------------------------------------ |
|                                      |                                      |                                      |                                      |                                      |
| Срби                                 | Срби                                 |                                      | 513                                  | 89,21%                               |
| Роми                                 | Роми                                 |                                      | 37                                   | 6,43%                                |
| Румуни                               | Румуни                               |                                      | 5                                    | 0,86%                                |
| Мађари                               | Мађари                               |                                      | 2                                    | 0,34%                                |
| Црногорци                            | Црногорци                            |                                      | 1                                    | 0,17%                                |
| Хрвати                               | Хрвати                               |                                      | 1                                    | 0,17%                                |
| Словаци                              | Словаци                              |                                      | 1                                    | 0,17%                                |
| Македонци                            | Македонци                            |                                      | 1                                    | 0,17%                                |
| Југословени                          | Југословени                          |                                      | 1                                    | 0,17%                                |
| непознато                            | непознато                            |                                      | 11                                   | 1,91%                                |

| Година пописа     | 1948. | 1953. | 1961. | 1971. | 1981. | 1991. | 2002. |
| ----------------- | ----- | ----- | ----- | ----- | ----- | ----- | ----- |
| Број домаћинстава | 293   | 297   | 325   | 307   | 281   | 248   | 205   |

| Број чланова      | 1  | 2  | 3  | 4  | 5  | 6  | 7 | 8 | 9 | 10 и више | Просек |
| ----------------- | -- | -- | -- | -- | -- | -- | - | - | - | --------- | ------ |
| Број домаћинстава | 54 | 57 | 32 | 25 | 18 | 14 | 3 | 2 | 0 | 0         | 2,80   |

| Пол    | Укупно | Неожењен/Неудата | Ожењен/Удата | Удовац/Удовица | Разведен/Разведена | Непознато |
| ------ | ------ | ---------------- | ------------ | -------------- | ------------------ | --------- |
| Мушки  | 237    | 67               | 144          | 18             | 3                  | 5         |
| Женски | 260    | 46               | 142          | 68             | 4                  | 0         |
| УКУПНО | 497    | 113              | 286          | 86             | 7                  | 5         |

| Пол    | Укупно                    | Пољопривреда, лов и шумарство | Рибарство                            | Вађење руде и камена | Прерађивачка индустрија       |
| ------ | ------------------------- | ----------------------------- | ------------------------------------ | -------------------- | ----------------------------- |
| Мушки  | 138                       | 98                            | 0                                    | 0                    | 17                            |
| Женски | 87                        | 71                            | 0                                    | 0                    | 2                             |
| УКУПНО | 225                       | 169                           | 0                                    | 0                    | 19                            |
| Пол    | Производња и снабдевање   | Грађевинарство                | Трговина                             | Хотели и ресторани   | Саобраћај, складиштење и везе |
| Мушки  | 0                         | 4                             | 5                                    | 0                    | 3                             |
| Женски | 0                         | 0                             | 2                                    | 0                    | 1                             |
| УКУПНО | 0                         | 4                             | 7                                    | 0                    | 4                             |
| Пол    | Финансијско посредовање   | Некретнине                    | Државна управа и одбрана             | Образовање           | Здравствени и социјални рад   |
| Мушки  | 0                         | 0                             | 3                                    | 0                    | 0                             |
| Женски | 0                         | 1                             | 0                                    | 1                    | 0                             |
| УКУПНО | 0                         | 1                             | 3                                    | 1                    | 0                             |
| Пол    | Остале услужне активности | Приватна домаћинства          | Екстериторијалне организације и тела | Непознато            | Непознато                     |
| Мушки  | 2                         | 0                             | 0                                    | 6                    | 6                             |
| Женски | 0                         | 0                             | 0                                    | 9                    | 9                             |
| УКУПНО | 2                         | 0                             | 0                                    | 15                   | 15                            |